# 安德于
安德于（挪威語：Andøy）是挪威諾爾蘭郡的一個市镇，行政中心为安德內斯村。市镇面积为656.19平方公里，2023年人口数量为4,577人。